# Les Eyzies-de-Tayac-Sireuil
Les Eyzies-de-Tayac-Sireuil era una comuna francesa que estaba situada en el departamento de Dordoña, de la región de Nueva Aquitania que el 1 de enero de 2019 pasó a formar parte de la comuna nueva de Les Eyzies como comuna delegada.

## Geografía
La Dordoña se divide en cuatro zonas: el Périgord Vert (verde), el Périgord Blanc (blanco), el Périgord Pourpre (púrpura), y el Périgord Noir (negro). Les Eyzies-de-Tayac-Sireuil queda en la zona del Périgord Noir.

El municipio se encuentra sobre la ribera izquierda del río Vézère.

## Historia
En marzo de 1868, el geólogo Louis Lartet, financiado por Henry Christy, descubrió los primeros cinco esqueletos de cromañones, los ejemplos más antiguos conocidos de Homo sapiens sapiens, en el abrigo rocoso de Cro-Magnon en Les Eyzies-de-Tayac. Estos esqueletos incluían un feto, y los cráneos hallados tenían un aspecto sorprendentemente moderno, siendo mucho más redondeados que los precedentes neandertales.
Fue creada en 1972 con la unión de las comunas de Les Eyzies-de-Tayac y Sireuil.

## Demografía
| Gráfica de evolución demográfica de Les Eyzies-de-Tayac-Sireuil entre 1975 y 2022 |
|                                                                                   |

Los datos demográficos contemplados en este gráfico de la comuna de Les Eyzies-de-Tayac-Sireuil se han cogido de 1800 a 1999 de la página francesa EHESS/Cassini, y los demás datos de la página del INSEE.

## Patrimonio
- El Homme primitif («Hombre primitivo») es una estatua de Paul Dardé, inaugurada en 1931 y colocada sobre una plataforma natural que domina la villa de Les Eyzies; puede verse tras la visita al Museo nacional de Prehistoria (Musée national de Préhistoire).

### Parajes naturales
- Grotte du Grand Roc, cueva con cristalizaciones excéntricas naturales.

### Lugares prehistóricos y museo
El municipio cuenta con numerosos lugares arqueológicos prehistóricos:
- la Gruta de Font-de-Gaume, última caverna con pinturas polícromas prehistóricas aún abierta a la visita en la región.
- la cueva des Combarelles
- la cueva de la Mouthe
- la cueva de Bernifal
- el yacimiento de la Micoque: se descubrieron numerosos testimonios de industrias líticas del Paleolítico (Tayaciense, Micoquiense y Musteriense).
- el abrigo de Cro-Magnon, lugar epónimo del hombre de Cro-Magnon.
- el abrigo Pataud, lugar estudiado bajo la responsabilidad de Museo nacional de historia natural. La secuencia estratigráfica incluye niveles de Paleolítico superior en particular, de abajo arriba, del Auriñaciense, de Gravetiense y de Protomagdaleniense.
- Laugerie-Basse y Laugerie-Haute: lugares paleolíticos
- el abrigo del Pescado (abri du Poisson)
- el vallejo de Gargantas del infierno (lugar privado cerrado)

La mayoría de estos lugares se han clasificado como Patrimonio de la Humanidad por la Unesco dentro del lugar «Sitios prehistóricos y grutas decoradas del valle del Vézère». El Museo nacional de Prehistoria, donde se conservan de numerosos descubrimientos prehistóricos, se encuentra en el centro del pueblo.

### Sitios históricos
- Château de Commarque, del siglo XIII al XV, visitable.
- Château de Tayac y sus dependencias, del siglo XII al XV.